# Cartea Judecății de Apoi
Cartea Judecății de Apoi (titlu original Doomsday Book) este un roman științifico-fantastic scris de autoarea americană Connie Willis și publicat prima oară în 1992 la Bantam Spectra. Romanul a câștigat Premiul Hugo, Nebula, Locus și altele.
Titlul romanului este o aluzie la Doomsday Book, un registru cu terenuri și animale realizat la comanda regelui William I  în Anglia și Țara Galilor și finalizat în anul 1086.
Willis imaginează un viitor (creionat prima dată în povestirea sa din 1982 "Cei care pândesc focul") în care istoricii fac muncă de teren călătorind în trecut pe post de observatori. Proiectul are loc la Universitatea Oxford din Anglia la sfârșitul secolului al XXI-lea.
În acest univers fictiv, istoria împiedică paradoxurile temporale blocând accesul în anumite locuri sau perioade de timp - mașina timpului refuză să funcționeze, făcând călătoria imposibilă. În alte situații, călătorul temporal ajunge în cel mai apropiat loc și timp care ar împiedica producerea unui paradox, cu o variație cuprinsă între 5 minute și 5 ani. Unele perioade, deși accesibile istoricilor, pot fi considerate prea periculoase de către autorități, interzicându-se accesul în ele.

## Povestea
Kivrin Engle, o tânără a anului 2054 specializată în istorie medievală, obține autorizația de a efectua o călătorie în timp în Oxfordul anului 1320, o întreprindere considerată periculoasă din cauza distanței temporale mari. Pericolul este sporit de faptul că, în lipsa decanului Facultății de Istorie, conducerea proiectului este preluată de profesorul Gilchrist, un incompetent care speră să-și sporească prestigiul. Deși inițial se opune cu îndârjire inițiativei, mentorul lui Kivrin - profesorul Dunworthy - o ajută să se pregătească pentru perioada pe care vrea s-o viziteze.
Imediat după expedierea lui Kivrin în trecut, tehnicianul care se ocupase de plasarea ei - Badri Chaudhuri - se îmbolnăvește subit de o afecțiune misterioasă. Înainte de a-și pierde cunoștința, el îl anunță pe Dunworthy că s-a întâmplat ceva rău, dar nu mai apucă să dea alte detalii. Deși imunizată la bolile care afectaseră anul 1320, Kivrin se trezește în trecut grav bolnavă. În starea în care se află este inacapabilă să rețină locul în care se deschisese poarta timpului și în care ar trbui să ajungă după două săptămâni, pentru a reveni în epoca ei. Salvată de un localnic, ea este dusă și tratată în conacul unui sat din apropiere. Acolo descoperă că engleza medie pe care o învățase diferă de dialectul local, că harta pe care o memorase diferă de topografia locurilor, că hainele croite special sunt prea sofisticate față de ce se purta și că e mult prea curată pentru acele vremuri. De asemenea, faptul că știe să scrie și să citească este un lucru neobișnuit printre oamenii de atunci, mai ales când vine vorba despre femei. Kivrin pretinde că a fost atacată de tâlhari și și-a pierdut memoria, dar gazdele ei bănuiesc că este o călugăriță plecată de la vreo mănăstire din apropiere. O acceptă totuși o vreme alături de ei, ca doică pentru cele două fete ale familiei, Rosemund și Agnes. Între timp, Kivrin încearcă să afle locul exact în care fusese găsită de către lăudărosul Gawyn.
În viitor, boala lui Badri se extinde ca o epidemie și cuprinde întreg Oxfordul. Speriat că ar putea fi vorba despre un virus pătruns prin intermediul rețelei odată cu plasarea lui Kivrin, Gilchrist închide laboratorul, spre disperarea lui Dunworthy. Acesta este convins că protejata lui, Kivrin, se află într-un mare pericol și trebuie recuperată imediat. Eforturile sale sunt sortite eșecului, iar Badri nu-și revine din delir ca să-l poată lămuri care este problema. Abia după multe eforturi, el află că avusese loc o eroare de plasare: Kivrin nu ajunsese în 1320, ci în 1348, anul în care Moartea neagră lovise Anglia. La rândul ei, Kivrin află în mod direct acest lucru: persoanele din jurul ei încep să se îmbolnăvească de ciumă și să moară. Imunizată împotriva acestei boli, fata încearcă din răsputeri să-i ajute pe suferinzi și să împiedice răspândirea bolii, cu largul concurs al preotului Roche. Din păcate, într-o lume a superstițiilor și a igienei extrem de precare, încercarea ei nu are sorți de izbândă.
În 2054, mulți dintre apropiații lui Dunworthy mor de pe urma epidemiei, al cărei virus se descoperă că nu venise prin intermediul rețelei temporale, ci din excavațiile făcute într-un cimitir datând din secolul al XIV-lea. Deși rămas fără mulți dintre cei apropiați, profesorul profită de decesul lui Gilchrist și de recuperarea lui Badri pentru a pleca în 1348, într-o încercare disperată de a o recupera pe Kivrin. Când o găsește, ea rămăsese singura supraviețuitoare a satului, sfâșiată de durere pentru că nu reușise să salveze niciu suflet, în ciuda credinței părintelui Roche că fusese trimisă de Dumnezeu ca să-i ajute pe bolnavi. Dunworthy, care vizitase înainte un alt sat devastat de ciumă, o convingă că preotul avusese dreptate: în alte locuri, bolnavii fuseseră părăsiți și muriseră în chinuri groaznice, fără a fi îngropați ulterior - situație complet diferită de cea a sătenilor ajutați de Kivrin. Alături de tânărul Colin, nepotul unei prietene bune a lui Dunworthy care se strecurase fără permisiune în trecut pentru a-l ajuta în căutarea sa, cei doi revin în prezentul în care epidemia fusese stopată.

## Personaje
- Kivrin Engle - studentă la Brasenose care călătorește în secolul al XIV-lea pentru a studia viața în acele vremuri
- James Dunworthy - profesor de istorie la Balliol și specialist în călătoriile temporale, mentor al lui Kivrin
- Badri Chaudhuri - tehnician de la Balliol specializat în plasarea în trecut a călătorilor temporali
- Gilchrist - profesor și prodecan la Catedra de Istorie Medievală de la Brasenose, conducătorul proiectului prin care Kivrin călătorește în trecut
- Mary Ahrens - doctor și bună prietenă cu Dunworthy
- Colin - nepotul doctoriței Ahrens
- Lupe Montoya - profesoară americană care efectuează săpături într-un sit medieval de lângă Oxford
- William Gaddson - student în anul întâi la Balliol, un Don Juan de prima mână
- Doamna Gaddson - mama lui William, bigotă, convinsă de cumințenia și fragilitatea fiului ei pe care vrea să-l protejeze cu orice preț
- Părintele Roche - preotul din localitatea în care ajunge Kivrin
- Lady Eliwys - stăpâna conacului în care este adăpostită Kivrin
- Rosemund și Agnes - fiicele lui Eliwys
- Lady Imeyne - soacra lui lady Eliwys
- Gawyn - servitor al familiei lui lady Eliwys, îndrăgostit de stăpâna sa
- Maisry - slujitoarea lui Lady Eliwys
- Latimer - profesor la Catedra de Istorie Medievală de la Brasenose, îndrumătorul lui Kivrin
- Finch - secretarul lui Dunworthy
- Doamna Taylor - membră a Breslei Feminine a Schimbării și a Clopotarilor din Vestul SUA
- Andrews - tehnician la care Dunworthy apelează în perioada în care Badri este bolnav

## Opinii critice
Deși au existat unele critici cu privire la tehnologia viitorului imaginat de Willis, care pare depășită, ea a primit o serie de aprecieri pentru cercetarea amplă făcută în ceea ce privește Evul Mediu. Publishers Weekly a considerat romanul „un amestec inteligent și plăcut de SF clasic și reconstituire istorică”, iar SciFi Cincinnati „o combinație bizară între futurista călătorie în timp și viața din Evul Mediu”.

## Premii și nominalizări
- premiul Hugo - câștigător, 1993[7]
- premiul Nebula - câștigător, 1993[8]
- premiul Locus - câștigător, 1993[8]
- premiul Arthur C. Clarke - nominalizare, 1993[8]
- premiul BSFA - nominalizare, 1993[8]

## Traduceri în limba română
- 2004: Doomsday Book, Editura Pygmalion, colecția "Cyborg", traducere Gabriel Stoian, 630 pagini
- 2014: Cartea Judecății de Apoi, Editura Nemira, , colecția "Nautilus", traducere Gabriel Stoian, 728 pagini, ISBN 978-606-579-872-4